# Савастрени (Брашов)
Савастрени (рум. Săvăstreni) насеље је у Румунији у округу Брашов у општини Реча. Oпштина се налази на надморској висини од 502 m.

## Становништво
Према подацима из 2002. године у насељу је живело 204 становника, од којих су сви румунске националности.